# Wadi Tayyibah
El Wadi Tayyibah (en árabe: وادي طيبة‎, romanizado: Wādī Aţ Ţaybah), es un valle o río seco, con caudal efímero o intermitente, que fluye casi exclusivamente durante la temporada de lluvias, situado al noreste de los Emiratos Árabes Unidos, en el (Emirato de Ras al-Jaima). Discurre desde la ciudad de Tayyibah  hacia el norte, confluyendo con otros wadis que forman el abanico aluvial de la llanura de Dibba.
Antes de 1960, el Wadi Tayyibah constituía la ruta principal de Masafi a Dibba y todavía se pueden ver tramos de asfalto, especialmente en el curso inferior del wadi, a medida que se aproxima al pueblo de Al Halah.
El wadi fue reemplazado como ruta principal hacia Dibba cuando se construyó una nueva carretera en 1960, dinamitando pasos a través de las montañas. 
La construcción de la nueva carretera fue controvertida en la zona ya que privó a la gente del pueblo de Tayyibah de los ingresos del tráfico, y estallaron enfrentamientos entre los residentes de Tayyibah, de la tribu Sharqiyin, y miembros de la tribu Mazari de la cercana comunidad del Wadi Asimah, produciéndose ataques a los trabajadores del nuevo proyecto vial.
El wadi fue tradicionalmente una zona de intenso desarrollo agrícola, que proporcionaba empleo estacional a los habitantes de la zona, y sigue siendo conocida por sus palmerales datileros.
En su apogeo como asentamiento agrícola, a principios del siglo XX, las granjas de Tayyibah proporcionaban trabajo estacional a los habitantes de los alrededores.
Hoy en día, el Wadi Tayyibah es un destino turístico popular y un lugar para practicar senderismo, con varios senderos señalizados en la zona.

## Toponimia
Nombres alternativos: Wadi Tayybah, Wādī Ţayyibah, Wadi Tayibah, Wadi Tayiban, Wadi Al Tayyibah, Wadi Aţ Ţaybah, Wādī Aţ Ţaybah.
En el Atlas Nacional de Emiratos Árabes Unidos no consta referenciado el Wadi Tayyibah, pero sí el pueblo o ciudad de Tayyibah, identificado con la grafía Aţ Ţaybah.
Tampoco existen referencias al Wadi Tayyibah, ni en las fuentes clásicas (Lorimer), ni en los mapas históricos, ni en las bases de datos de topónimos, ni en las publicaciones especializadas en hidrografía, antropología, geología, geografía o historia natural, en las que a veces se menciona el nombre del pueblo, pero no existe referencia alguna al wadi.
Los antropólogos británicos William y Fidely Lancaster, en su obra Honour is in Contentment: Life Before Oil in Ras Al-Khaimah (UAE) and Some Neighbouring Regions, que se cita como referencia principal en la versión inglesa de este artículo, tampoco mencionan en ningún momento el Wadi Tayyibah, y se refieren únicamente al pueblo o ciudad de Tayyibah.
Tampoco existe referencia alguna al Wadi Tayyibah en la exhaustiva documentación y mapas elaborados entre 1950 y 1960 por el arabista, cartógrafo, militar y diplomático británico Julian F. Walker, durante los trabajos efectuados para el establecimiento de fronteras entre los entonces denominados Estados de la Tregua, completados posteriormente por el Ministerio de Defensa del Reino Unido, en mapas a escala 1:100.000 publicados en 1971.
Una posible explicación a esta total ausencia de referencias es que, probablemente, el topónimo Wadi Tayyibah sea un término acuñado muy recientemente, e impuesto de algún modo, en sustitución de los topónimos originarios (Ghalil `Abadilah y Wadi Ayeina / Wadi al ‘Uyaynah), debido al rápido e intenso crecimiento de la ciudad de Al Tayyibah. La carencia de mapas posteriores a los publicados por el gobierno británico en 1971, cuyo acceso estuvo muy restringido hasta la creación en 2019 de los Arabian Gulf Digital Archives (AGDA), pudo haber propiciado esta alteración de nombres.

## Población
Los pueblos de Asimah, Tayyibah y alrededores, estuvieron poblados principalmente por las tribus Sharqiyin y Mazari, zonas tribales de Shahā’irah y Maharizah.

## Galería

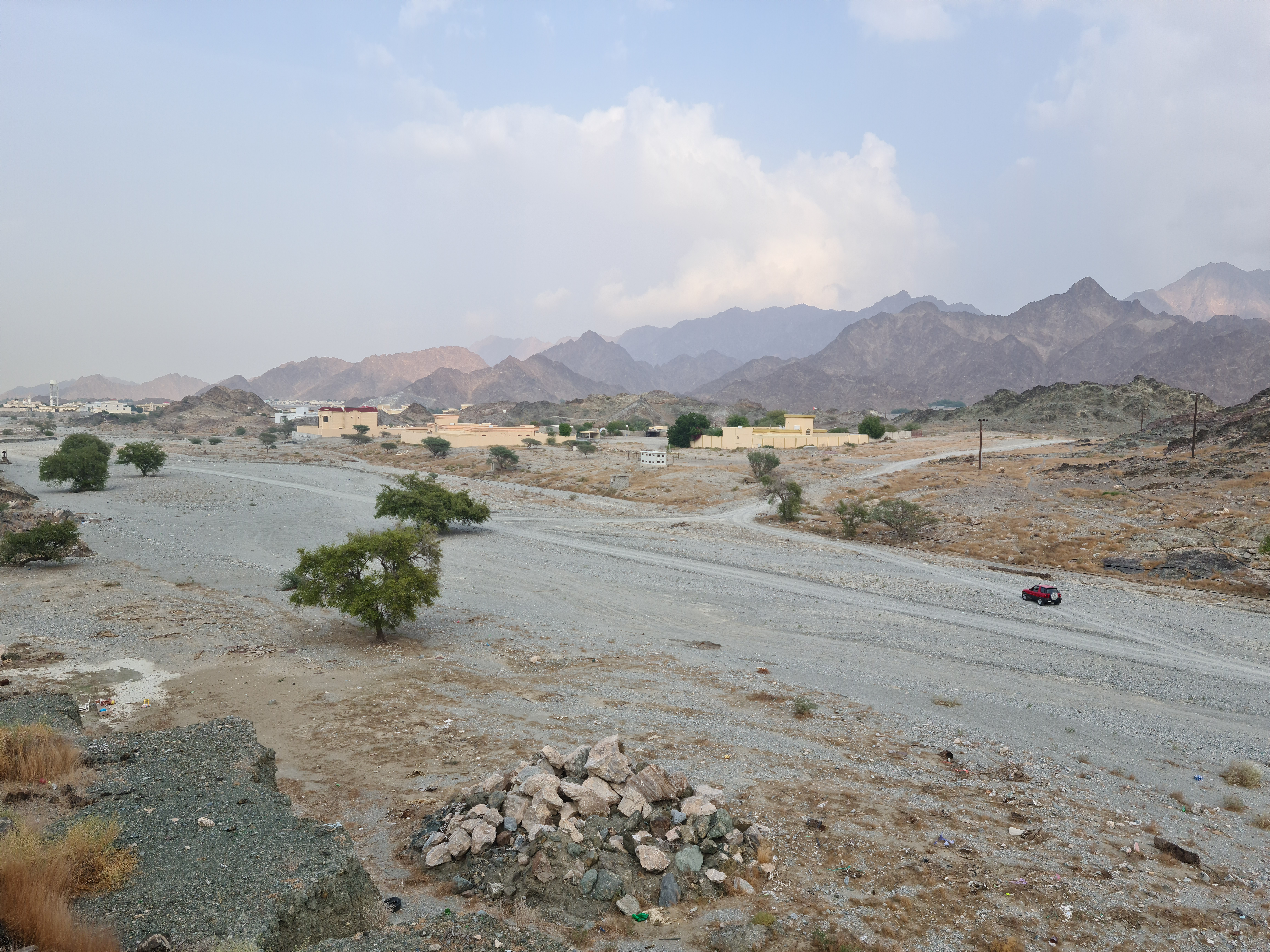
Los tramos inferiores del Wadi Tayyibah se combinan con otros cursos de agua para formar la llanura aluvial de Dibba.
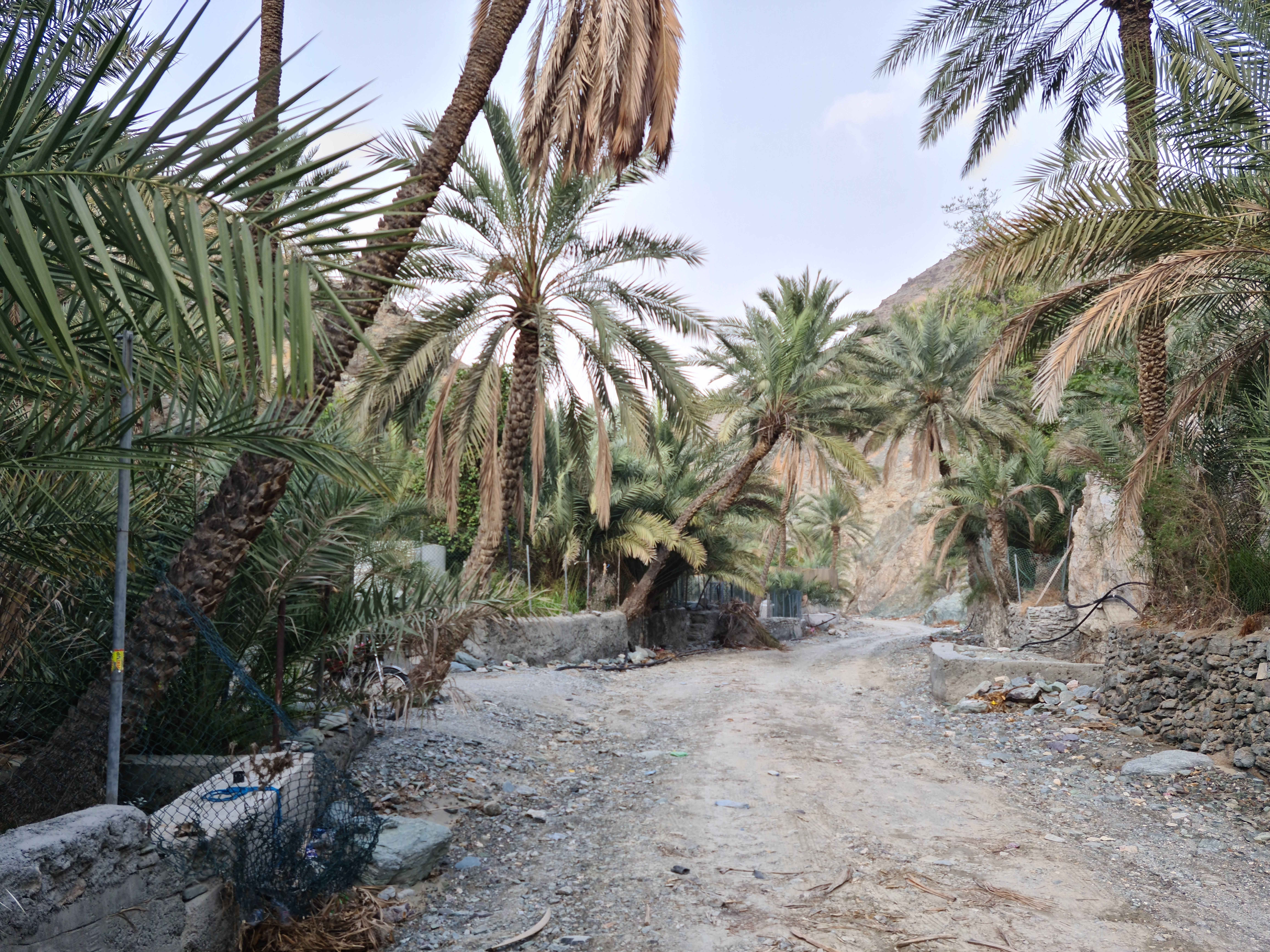
Palmeras datileras en el Wadi Tayyibah
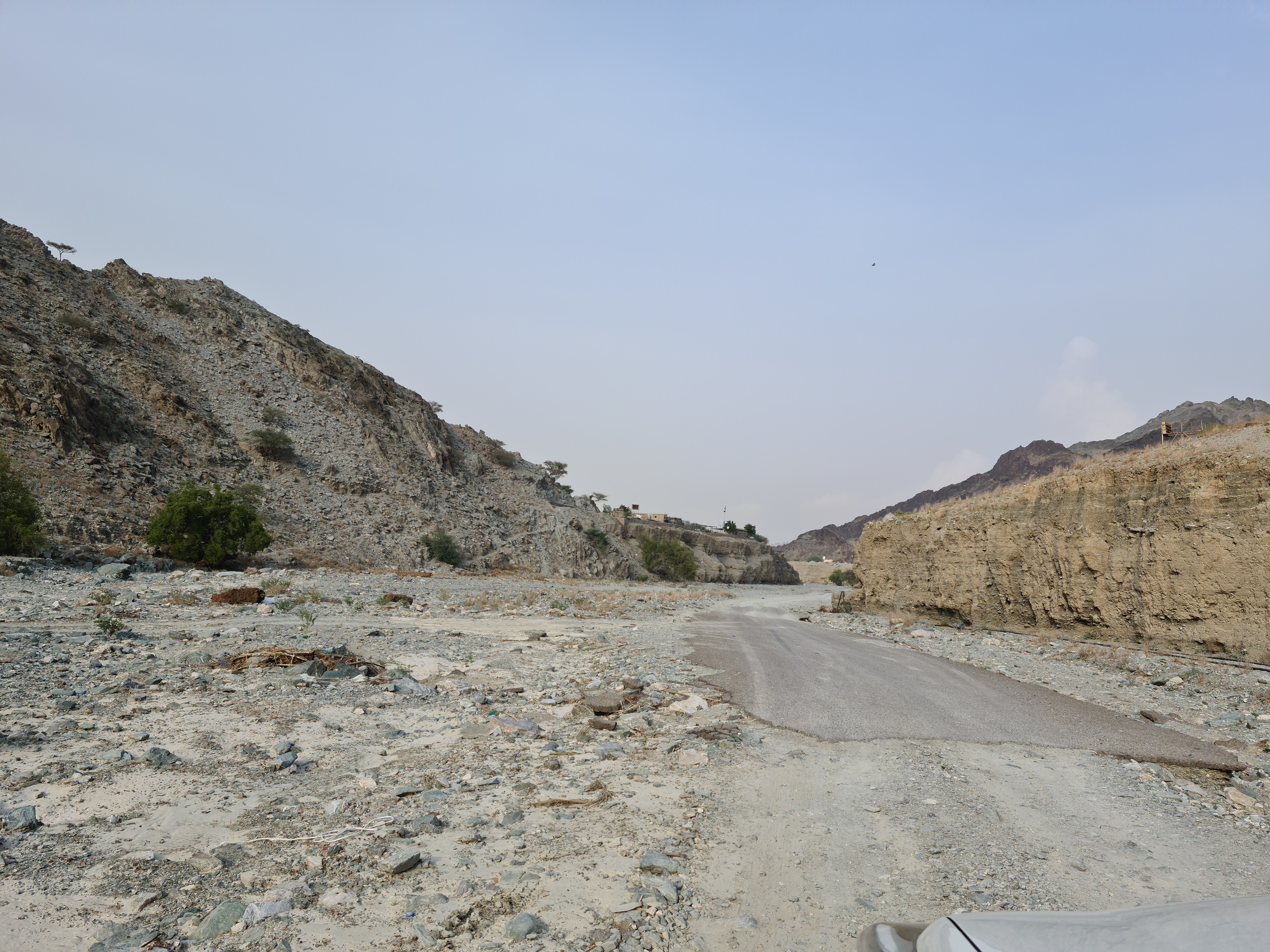
Wadi Tayyibah, con un tramo de la antigua carretera asfaltada, visible en su cauce.
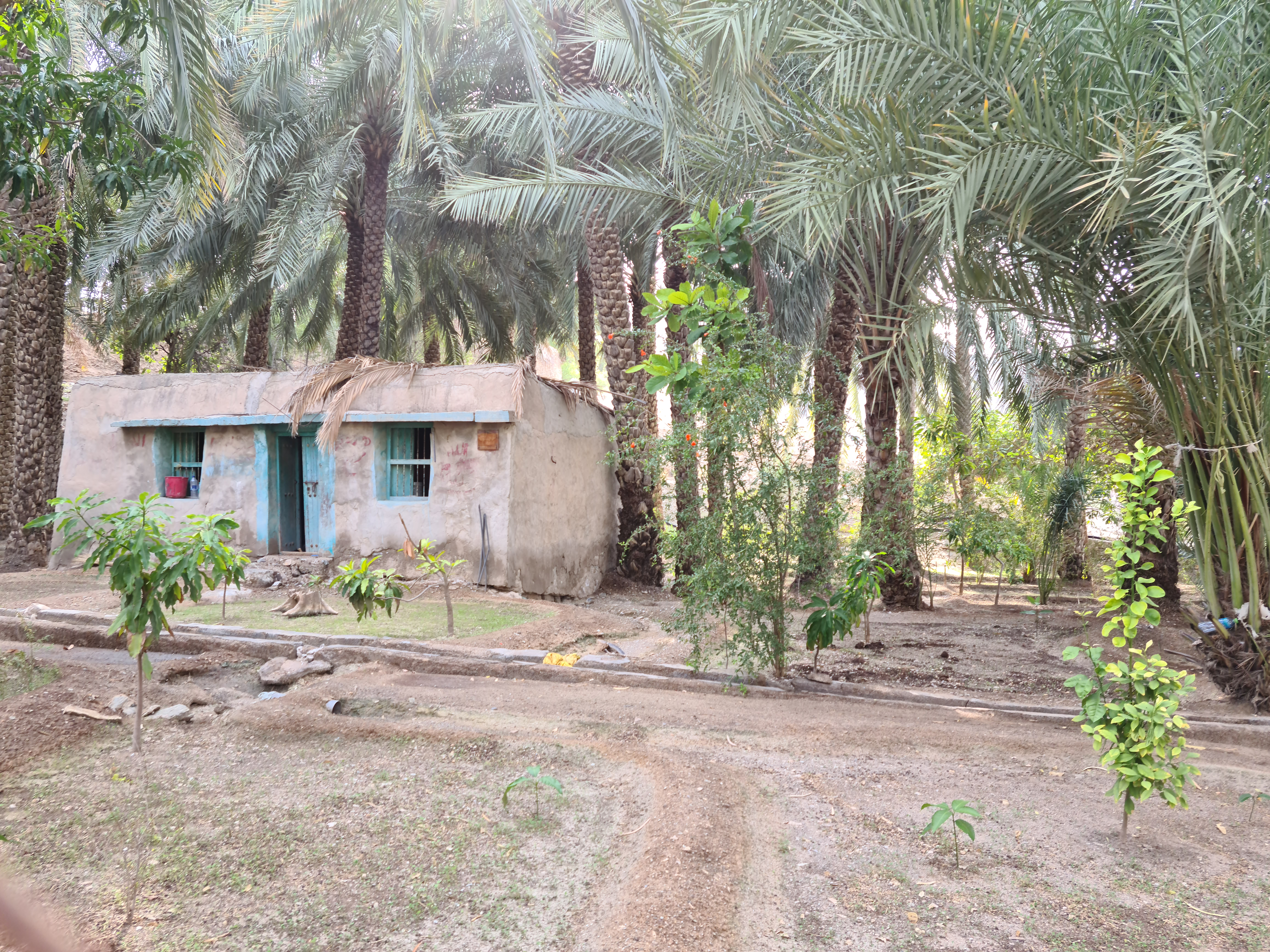
Un huerto de dátiles en una granja de Tayyibah.